# San Pelagio (Duino-Aurisina)
San Pelagio is een plaats (frazione) in de Italiaanse gemeente Duino-Aurisina.